# Tristan Blackmon
Tristan Blackmon (Las Vegas, 1996. augusztus 12. –) amerikai labdarúgó, a Vancouver Whitecaps hátvéde.

## Pályafutása
Blackmon a nevadai Las Vegas városában született.
2018-ban mutatkozott be a Los Angeles első osztályban szereplő felnőtt keretében. 2021 decemberében a Charlotte, majd a Vancouver Whitecaps szerződtette. Először a 2022. február 26-ai, Columbus Crew ellen 4–0-ra elvesztett mérkőzésen lépett pályára. Első gólját 2022. március 21-én, a Los Angeles ellen idegenben 3–1-es vereséggel zárult találkozón szerezte meg.

## Statisztikák
2024. június 23. szerint
| Klub                | Szezon   | Osztály  | Bajnokság | Bajnokság | Kupa  | Kupa | Nemzetközi | Nemzetközi | Összesen | Összesen |
| Klub                | Szezon   | Osztály  | Meccs     | Gól       | Meccs | Gól  | Meccs      | Gól        | Meccs    | Gól      |
| ------------------- | -------- | -------- | --------- | --------- | ----- | ---- | ---------- | ---------- | -------- | -------- |
| Los Angeles         | 2018     | MLS      | 10        | 0         | 2     | 0    | —          | —          | 12       | 0        |
| Los Angeles         | 2019     | MLS      | 20        | 1         | 3     | 0    | —          | —          | 23       | 1        |
| Los Angeles         | 2020     | MLS      | 17        | 0         | 0     | 0    | 5          | 0          | 22       | 0        |
| Los Angeles         | 2021     | MLS      | 22        | 1         | 0     | 0    | —          | —          | 22       | 1        |
| Vancouver Whitecaps | 2022     | MLS      | 28        | 1         | 1     | 0    | —          | —          | 29       | 1        |
| Vancouver Whitecaps | 2023     | MLS      | 32        | 2         | 3     | 0    | 7          | 1          | 42       | 3        |
| Vancouver Whitecaps | 2024     | MLS      | 16        | 0         | 0     | 0    | 2          | 0          | 18       | 0        |
| Összesen            | Összesen | Összesen | 145       | 5         | 9     | 0    | 14         | 1          | 168      | 6        |

## Sikerei, díjai
Los Angeles
- MLS
  - Alapszakasz győztes (1): 2019

- CONCACAF-bajnokok ligája
  - Döntős (1): 2020

Vancouver Whitecaps
- Kanadai Kupa
  - Győztes (1): 2022